# Niō

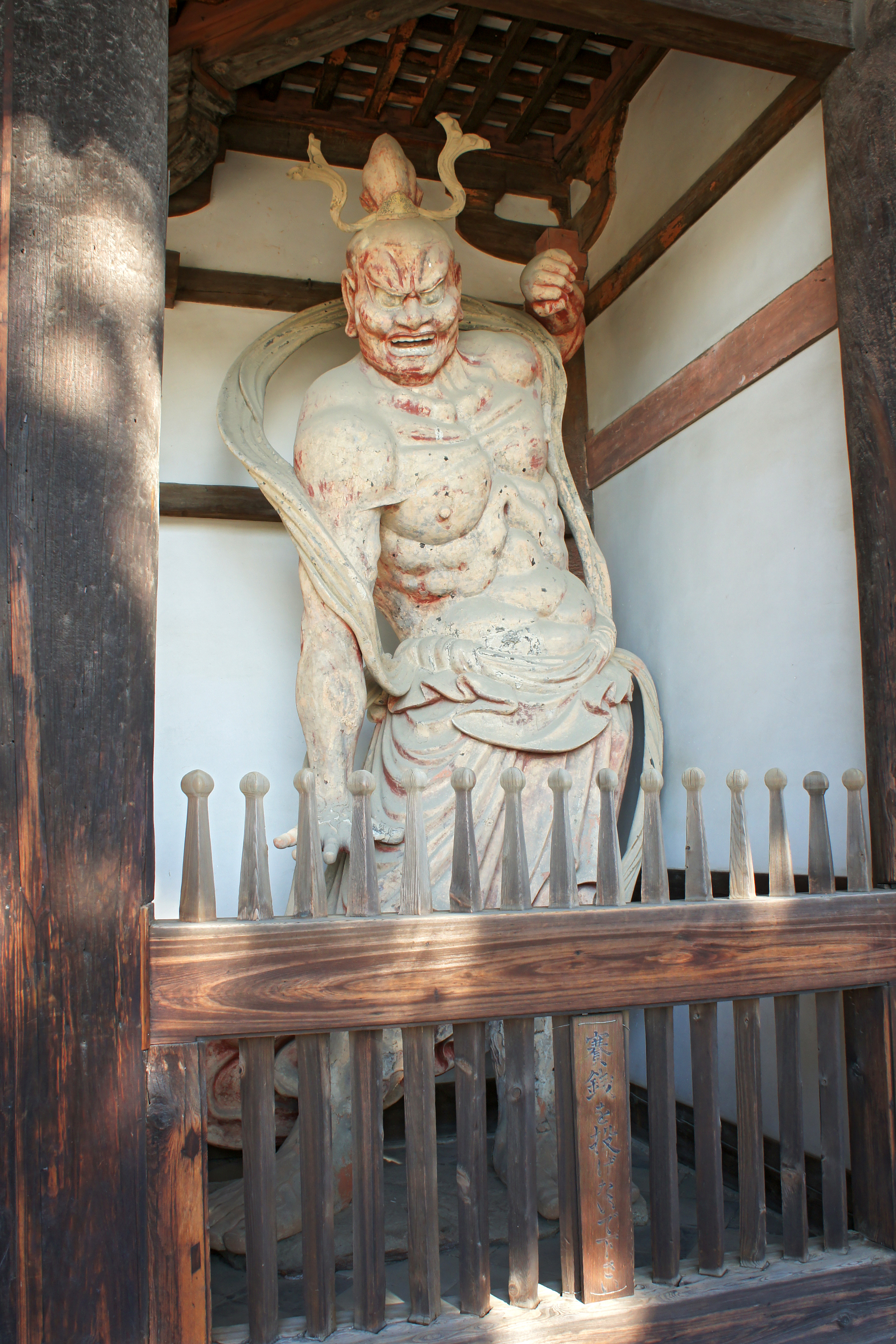
Agyō w świątyni Hōryū-ji, w prefekturze Nara

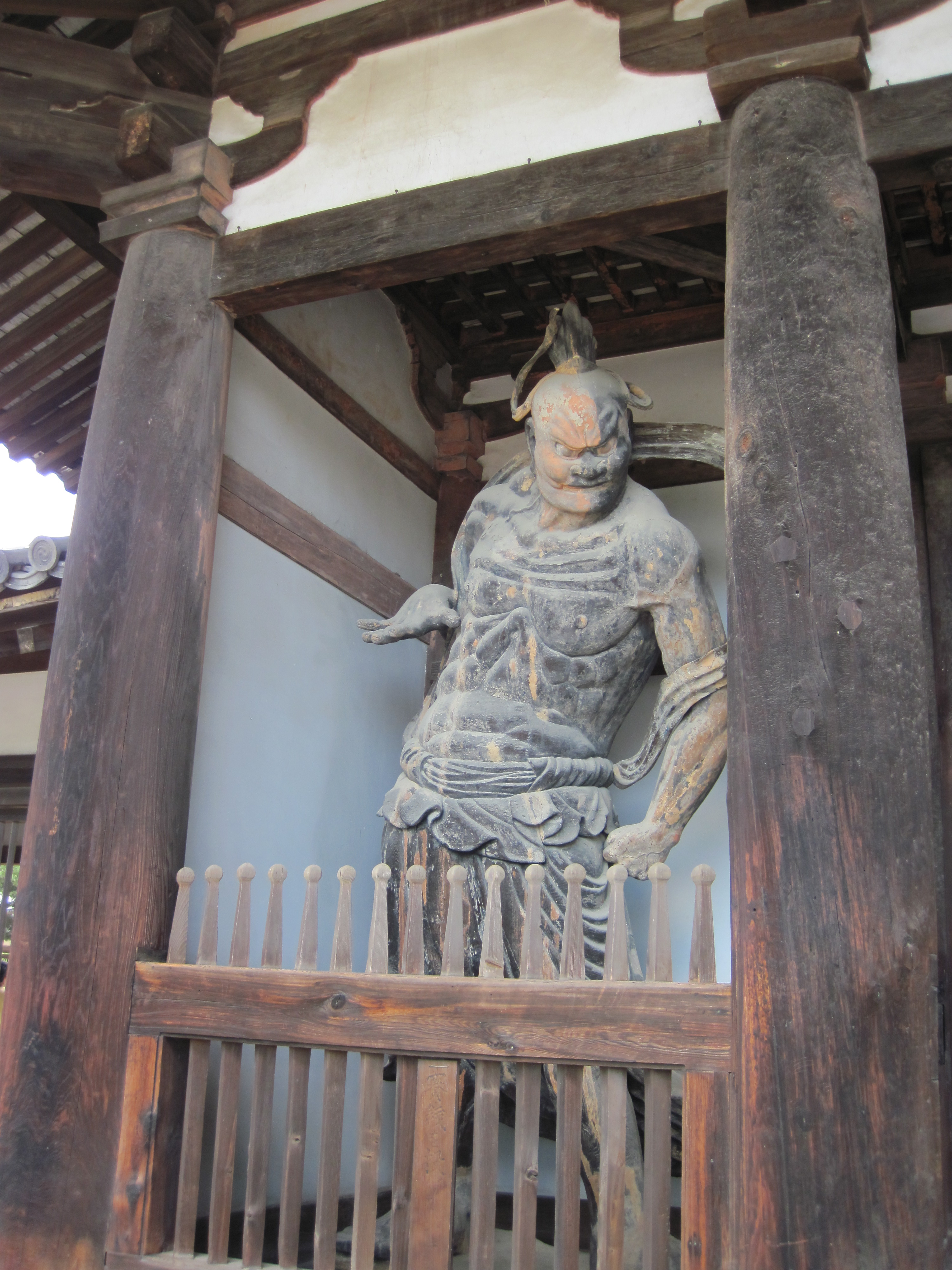
Ungyō w Hōryū-ji

Niō (jap. 仁王) lub Kongōrikishi (jap. 金剛力士); język chiński: 哼哈二将 Hēng Hā Ėr Jiàng – w buddyzmie dalekowschodnim groźne postacie strażników (boskich królów lub generałów), stojące po obu stronach bramy wejściowej do świątyń, zwanej Niō-mon (仁王門) w Japonii, a Geumgangmun (金剛門) w Korei, aby chronić teren świątynny przed demonami. 

## Opis
Postać po prawej stronie bramy (stojąc przed nią) nazywana jest Misshaku Kongō (密迹金剛) lub Agyō (阿形). Ma usta otwarte, co ma oznaczać pierwszą literę "a" (अ) w alfabecie dewanagari. Natomiast strażnik po lewej stronie zwany jest Naraen Kongō (那羅延金剛) lub Ungyō (吽形) i ma zamknięte usta, co symbolizuje ostatnią literę  "hūṃ"(हूँ). Razem są symbolem narodzin i śmierci, początkiem i końcem wszechrzeczy, odpowiadając mniej więcej alfie i omedze w tradycjach zachodnich. 
Zdarzają się przedstawienia łączące w jednej postaci atrybuty obu strażników. Postać taka zwana jest w języku japońskim Shukongōshin lub Shūkongōjin (執金剛神), a w koreańskim Jip geumgang sin, Zhí jīngāng shén w chińskim, a Chấp kim cang thần w wietnamskim.

## Historia
Postać muskularnego strażnika nawiązuje do Wadżrapani, możliwe są również wpływy sztuki hellenistycznej, w tym przypadku wizerunku Heraklesa, popularnej na Jedwabnym Szlaku.